# СМ 601
СМ601 е български 8-битов микропроцесор проектиран от Институт по Микроелектроника в София. СМ601 е пълен аналог на интегрална схема MC6800 на фирмата Motorola. Част е от микропроцесорната фамилия СМ600.
Микропроцесорът разполага със 72 инструкции за аритметични, логически и управляващи операции. Тактовата му честота е 1 MHz и може да адресира 65 536 клетки памет. Разполага с шест програмно достъпни регистъра: два 8-битови акумулатора, 8-битов регистър за кода на условията, 16-битов индексен регистър, 16-битов указател на стека и 16-битов програмен брояч.
Произведен по NMOS технология с обеднен товар (Depletion-Load).